# Pseudamnicola
Pseudamnicola is een geslacht van weekdieren uit de klasse van de Gastropoda (slakken).

## Soorten
- Pseudamnicola abxazica Badzoshvili, 1979 †
- Pseudamnicola algeriensis Glöer, Bouzid & Boeters, 2010
- Pseudamnicola ampla Pană, 2005 †
- Pseudamnicola artanensis Altaba, 2007
- Pseudamnicola arvernensis (Bouillet, 1835) †
- Pseudamnicola babindolensis Neubauer, Kroh, Harzhauser, Georgopoulou, Mandic, 2015 †
- Pseudamnicola babukici Brusina, 1902 †
- Pseudamnicola beckmanni Glöer & Zettler, 2007
- Pseudamnicola bilineata (Simionescu & Barbu, 1940) †
- Pseudamnicola bithynoides Jekelius, 1932 †
- Pseudamnicola boucheti Glöer, Bouzid & Boeters, 2010
- Pseudamnicola brachia (Westerlund, 1886)
- Pseudamnicola brusiniana (Clessin & W. Dybowski in W. Dybowski, 1888)
- Pseudamnicola buzoiensis Pană, 2003 †
- Pseudamnicola calamensis Glöer, Bouzid & Boeters, 2010
- Pseudamnicola capellinii (Wenz, 1919) †
- Pseudamnicola carenosuturata Pană, 2005 †
- Pseudamnicola chabii Glöer, Bouzid & Boeters, 2010
- Pseudamnicola chia (Martens, 1889)
- Pseudamnicola coa Willmann, 1981 †
- Pseudamnicola conovula (Frauenfeld, 1863)
- Pseudamnicola constantinae (Letourneux, 1870)
- Pseudamnicola convexa Sandberger, 1875 †
- Pseudamnicola curta (Reuss, 1867) †
- Pseudamnicola cyclostomoides (Sinzov, 1880) †
- Pseudamnicola depressispira Logvinenko & Starobogatov, 1968
- Pseudamnicola dodecanesiaca Willmann, 1981 †
- Pseudamnicola dromica (Fontannes, 1881) †
- Pseudamnicola dupotetiana (Forbes, 1838)
- Pseudamnicola elongata Taner, 1974 †
- Pseudamnicola exigua (Eichwald, 1838)
- Pseudamnicola exilis (Frauenfeld, 1863)
- Pseudamnicola fineti Glöer, Bouzid & Boeters, 2010
- Pseudamnicola georgievi Glöer & Pešić, 2012
- Pseudamnicola gerannensis Rey, 1974 †
- Pseudamnicola gerhardfalkneri Glöer, Bouzid & Boeters, 2010
- Pseudamnicola ghamizii Glöer, Bouzid & Boeters, 2010
- Pseudamnicola goksunensis Glöer, Gürlek & Kara, 2014
- Pseudamnicola granjaensis Glöer & Zettler, 2007
- Pseudamnicola gullei Glöer, Yıldırım & Kebapçi, 2015
- Pseudamnicola helicella (Sandberger, 1859) †
- Pseudamnicola hungarica (Frauenfeld, 1862) †
- Pseudamnicola ianthe Radea & Parmakelis, 2016
- Pseudamnicola ilione Radea & Parmakelis, 2016
- Pseudamnicola inflata Jekelius, 1944 †
- Pseudamnicola kayseriensis Glöer, Yıldırım & Kebapçi, 2015
- Pseudamnicola kerchensis Iljina in Iljina et al., 1976 †
- Pseudamnicola kotschyi Frauenfeld, 1863
- Pseudamnicola krumensis Glöer, Grego, Erőss & Fehér, 2015
- Pseudamnicola laevigata (Jekelius, 1932) †
- Pseudamnicola leognanensis (Cossmann & Peyrot, 1918) †
- Pseudamnicola letourneuxiana (Bourguignat, 1862)
- Pseudamnicola linae Glöer, Bouzid & Boeters, 2010
- Pseudamnicola lobostoma Schütt in Schütt & Besenecker, 1973 †
- Pseudamnicola luteola (Küster, 1852)
- Pseudamnicola macrostoma (Küster, 1852)
- Pseudamnicola magdalenae Falniowski, 2016
- Pseudamnicola marashi Glöer, Gürlek & Kara, 2014
- Pseudamnicola margarita (Neumayr in Herbich & Neumayr, 1875) †
- Pseudamnicola margaritaeformis (Andrusov, 1905) †
- Pseudamnicola margaritula (Fuchs, 1870) †
- Pseudamnicola meloussensis Altaba, 2007
- Pseudamnicola meluzzi Boeters, 1976
- Pseudamnicola meralae Glöer, Gürlek & Kara, 2014
- Pseudamnicola minima (Lörenthey, 1893) †
- Pseudamnicola mocsaryi (Brusina, 1902) †
- Pseudamnicola monotropida (Brusina, 1892) †
- Pseudamnicola moussonii (Calcara, 1841)
- Pseudamnicola negropontina (Clessin, 1878)
- Pseudamnicola numidica (Clessin, 1878)
- Pseudamnicola nympha (Eichwald, 1853) †
- Pseudamnicola orientalis (Bukowski, 1896) †
- Pseudamnicola orsinii (Küster, 1852)
- Pseudamnicola pagoda (Neumayr in Herbich & Neumayr, 1875) †
- Pseudamnicola pagodaeformis (Andrusov, 1890) †
- Pseudamnicola partschi (Frauenfeld in Hörnes, 1856) †
- Pseudamnicola pasiphae Willmann, 1980 †
- Pseudamnicola pieperi Schütt, 1980
- Pseudamnicola prasina Rosen, 1903
- Pseudamnicola proxima (Fuchs, 1870) †
- Pseudamnicola proximoides (Capellini, 1880) †
- Pseudamnicola pumila Brusina, 1884 †
- Pseudamnicola raddei Boettger, 1889
- Pseudamnicola rotundata (Du Bois de Montpéreux, 1831) †
- Pseudamnicola rouagi Glöer, Bouzid & Boeters, 2010
- Pseudamnicola rueppelli (Boettger, 1884) †
- Pseudamnicola rumaniana Pană, 2003 †
- Pseudamnicola schottleri (Wenz, 1922) †
- Pseudamnicola sciaccaensis Glöer & Beckmann, 2007
- Pseudamnicola skhiadica (Bukowski, 1896) †
- Pseudamnicola sphaerion (Mousson, 1863)
- Pseudamnicola subglobulus (d'Orbigny, 1852) †
- Pseudamnicola subproducta (Paladilhe, 1869)
- Pseudamnicola tholosa Jekelius, 1944 †
- Pseudamnicola transilvanica (Brusina, 1902) †
- Pseudamnicola triangula Pană, 2005 †
- Pseudamnicola turonensis (Sandberger, 1875) †
- Pseudamnicola ultramontana Wenz, 1919 †
- Pseudamnicola urosevici Pavlović, 1931 †
- Pseudamnicola vinarskii Glöer & Georgiev, 2012
- Pseudamnicola virescens (Küster, 1853)
- Pseudamnicola welterschultesi Neubauer, Harzhauser, Kroh, Georgopoulou & Mandic, 2014 †
- Pseudamnicola zonata (Eichwald, 1853) †